# 牧場物語2
『牧場物語2』（ぼくじょうものがたりツー）は、1999年2月5日にビクターインタラクティブソフトウエアによって発売されたNINTENDO 64用シミュレーションゲーム。『牧場物語』『牧場物語GB』に続いて牧場物語シリーズの3作目。海外では『Harvest Moon 64』という名称で発売されている。

## ゲーム概要
亡くなった祖父の牧場を引き継ぎ、「花の芽町」での3年間の牧場生活を評価される。2Dで表示されていた従来のシリーズとは異なり、3Dクォータービューで描かれている。イベントの数や、会話の内容などが豊富で、住民達とのふれあいを楽しめるようになっている。また、シリーズで再び結婚できるようになった。
なお、後の『ハーベストムーン』でも同じキャラクターが使われているが、両親をはじめとした家族構成や人間関係は同一ではない。
Wii Uのバーチャルコンソールで配信されたほか、2023年12月8日から『NINTENDO 64 Nintendo Classics』にて配信が開始。

## ゲームシステム
ゲーム全体
一年は、春、夏、秋、冬の4ヶ月、1ヶ月は30日の計120日からなる。ゲーム開始は春の月3日で、ゲーム終了は3年目の夏の月1日である。この時点で主人公の父親から牧場や主人公のしあわせ指数の評価を受ける。高評価だとこれ以降もゲームを続けられる。
しあわせ指数
エンディングに影響する隠しパラメータで主人公がどれだけ幸せな牧場生活を送っていたかの指数を表している。町のお祭りに参加、結婚する事などで指数は上昇する。逆に家畜を死なせてしまったり、風邪を引いたときに誰も見舞いに来てくれなかったときは指数は下がる。
お仕事レベル
前2作では、道具をパワーアップさせることにより作業効率が上がっていたが、今作では、自分が作業を繰り返すことにより、レベルを上げ、作業効率を上げるようになった。レベルは3段階あり、レベルがあがると各道具の色が、黒→銀→金と変化する。
増築
前2作では家の増築は2回までしか行なえず、家全体の増築のみ行なえた。しかし今回はお風呂やログテラスなど指定して増築できるようになっている。
リュックサック
リュックサックの中には農具を8個、その他のアイテムが8個入れられる。前作まではリュックサックは無く、アイテムを保存できる「納屋」を使うしかなかった。今作以降のほとんどの作品でリュックサックが採用される。
結婚
女の子と会話したりアイテムを贈ったりすると「愛情度」が上昇する。この愛情度がある一定の高さを超えるとプロポーズして結婚ができる（条件を満たせば女の子からプロポーズされることもある）。結婚した女の子は牧場の作業を手伝ってくれるようになり、結婚後最短で1ヶ月後には妊娠、さらにその2ヶ月後には出産をする。また、結婚後会話などしないでいると愛情度は減少していき、最終的には実家に帰ってしまうこともあるので注意が必要である。
また、結婚が出来る女の子達に好意を寄せているライバル達がいる。ライバルとの友好度が一定の高さを超えたときに、対応する女の子の愛情度が低いと、ライバルと女の子が結婚する。

## 花の芽町の施設と住民

### 花屋「フラワーリリア」
リリアが経営する作物の種などを扱うお店。季節に合わせた作物の種を販売する。条件を満たせばほとんどの種を販売するようになる。
リリア
花屋の店主でポプリの母親。植物に詳しく、買う種の育て方などを教えてくれる。年齢は秘密だが、ポプリと同じ年の頃にポプリを生んだらしい。
バジル
植物学者でポプリの父親。36歳。冬の間はどこかに旅に出ているので、花の芽町にいるのは春から秋の間だけ。花の芽町にいる時でも、月山の植物についての研究を行なっている。
ポプリ
花屋の手伝いをしている女の子。人見知りをせず楽天的な性格だがなかなかのしっかり者。趣味はガーデニング。両親のことが大好きだが、父親のバジルから子ども扱いされることと、放浪癖を不満に思っている。エリィと仲が良い。結婚可能な女の子の一人。第1作に登場したニーナの孫にあたる。

### ケーキ屋「花の芽ケーキ店」
ジェフの経営するお菓子の店。牧場を経営するにおいて必要なアイテムは取り扱っていないので、重要度は低いが、お菓子を食べることで体力を回復したり、住民にプレゼントして好感度をあげたりする事が出来る。
ジェフ
ケーキ作りにこだわりを持つケーキ屋の店長。30歳。エリィのことを小さい頃から知っており、12歳も年の差があることでエリィへの好意に悩み始める。ゲームの進行によってはエリィと結婚する。
エリィ
ケーキ屋の手伝いをしている女の子。両親を幼い頃に亡くしているが、明るく家庭的な性格。料理や釣りが好き。祖母のエレンと２人で暮らしている。ポプリと仲が良い。結婚可能な女の子の一人。
エレン
エリィの祖母で、ケーキ屋で暮らしている。72歳。主人公の祖父と仲が良かったようで、主人公の幼い頃を良く覚えている。第1作に登場したエレンと同一人物。

### 道具屋「リックの店」
リックが経営する酪農に関する道具を主に扱う店。主人公が家畜を飼うのに合わせて商品を売ってくれるが、開店している日が他の店と比べて少ない。また結婚するときに必要なアイテムも取り扱っている。
リック
道具屋の店主。26歳。道具の発明が趣味で、発明したものを店で売るなどしている。店が開いている日が少ないのはこの趣味が原因。失恋した過去があるらしい。グリーン牧場のグレイとランのいとこで、第1作に登場したアンの孫にあたる。

### 教会
花の芽町一丁目のほぼ中心に位置する。日曜日には礼拝、平日は学校として機能している。結婚式を挙げる場所でもある。
ブラウン
教会の牧師。50歳。

### 酒場
PM6:00から営業する憩いの場となっている酒場。仕事を終えた町の住民が、集まっている。昼間に話しかけられなかった人たちの友好度を上げるのに最適な場所。
デューク
酒場のマスター。52歳。ジェフの叔父に当たる。仲良くなると、カレンのイベントのアイテムであるワインをくれる。

### 薬屋
花の芽町二丁目にある町唯一の医療施設。体力回復の薬を売っている。
ドガ
薬屋の主人。70歳。主人公がプレゼントを渡すことで新しい薬を作ってくれることもある。孫が2人いる。
ケンタ
ドガの孫。10歳。将来は牧場王になることを夢見ている。
ユウ
ドガの孫でケンタの弟。7歳。花が大好き。

### 土産物屋
土産物屋と称しているが、商品は少ない。牧場経営に絶対に必要なものはおいていない。
サイバラ
土産物屋の主人。80歳。主人公がプレゼントをすることで新しい商品を作ってくれることもある。

### 図書館
花の芽町二丁目にある。牧場経営に役立つ本や、山の植物や動物に関する本が閲覧できる。月曜は休館になる。
マリー
町長の娘で図書館の司書をしている女の子。おとなしくて内気な性格。女の子で唯一虫が好き。ランと仲が良い。結婚可能な女の子の一人。第1作に登場したマリアの孫にあたる。また『GB2』にも登場するが、『GB2』では両親を含む家族構成は不明である。

### 町長の家
町長一家の住んでいる家。
トーマス
花の芽町の町長でマリーの父親。48歳。親切で気のいい人物。
アンナ
マリーの母親。44歳。品の良い奥さん。

### ガーヤの家
ガーヤ
もと産婆。ザクの母親でメイの祖母。72歳。息子と孫の他、猫２匹と暮らしている。主人公の奥さんが出産する際には立ち会ってくれる。
ザク
出荷業者でメイの父親。35歳。どんな天気の日でも夕方になると出荷物を持っていってくれる。
メイ
ザクの娘。6歳。ユウとよく一緒に遊んでいる。母親は遠くにいると聞かされているようだが真相は不明。

### ぶどう園
町外れの小高い丘の上にある。ぶどう酒を造っているが、購入はできない。
ゴッツ
ぶどう園の主人でカレンの父親。46歳。何かとカレンともめることが多い。
サーシャ
カレンの母親。39歳。昔は踊り子だった。夫と娘の板挟みとなり苦労している。
カレン
酒場でアルバイトをしている女の子。さばさばとした性格。この町を出て都会へ行きたがっている。ランと仲が良い。結婚可能な女の子の一人。第1作に登場したイヴの孫にあたる（前髪だけが金髪なのはイヴからの遺伝）。
カイ
ぶどう園で働いている青年。20歳。南国出身で寒さには弱い。働き者で律義な性格だが自分に自信が持てない。カレンに好意を抱いている。ゲームの進行によってはカレンと結婚する。

### グリーン牧場
町外れの主人公の牧場の近くにある。牛や羊など家畜や餌、薬などが購入できる。一年目の春の月に行くと仔馬をもらえる。
ダッド
グリーン牧場の牧場主でグレイとランの父親。また、リックの叔父でもある。47歳。
グレイ
ランの兄。25歳。ぶっきらぼうで無口な性格だが実は世話焼き。動物の扱いも長けるが、過去に足を怪我して以来馬に乗れない。第1作に登場したアンの孫にあたる。ポプリのことが好きだが好意を表に出せない。ゲームの進行によってはポプリと結婚する。
ラン
牧場を手伝っている女の子。幼いころに母親を亡くしているが明るく元気で男勝りな性格。料理は苦手だが編み物は得意。兄がポプリと結ばれることを願っている。牧場一の名馬の名前はクリフガードで、普段はクリフと呼んでいる。マリーやカレンと仲が良い。結婚可能な女の子の一人。第1作に登場したアンの孫にあたる。

### 職人さんの家
家の増築や、ビニールハウスなどを造ってもらえる。増築には資金のほか資材が必要。
源さん
大工の棟梁。60歳くらい。江戸っ子気質な性格。言葉は荒いが何かと主人公にアドバイスをくれる。
一太
双子の職人の兄。40歳くらい。
二太
双子の職人の弟。40歳くらい。

### 峠の茶屋
月山の頂上近くにある茶屋。昔は旅人に団子など売っていたが今は何も売られていない。
よね
茶屋に住んでいる老人でムギの妻。70歳くらい。
ムギ
茶屋に住んでいる老人でよねの夫。70歳くらい。夫婦ともども訪問者が少ないことを寂しがっている。

### その他
主人公の父
スーツに身を包んだサラリーマン。
ハリス
花の芽町に配達をしにきてくれる郵便屋。25歳。照れ屋で素朴な青年。マリーに好意を抱いている。ゲームの進行によってはマリーと結婚する。
クリフ
旅の鷹使いの青年。23歳。鷹の名前はケイン。一つの場所に落ち着かない風来坊だったが、花の芽町のことは気に入っている。人に裏切られた過去があり人間不信気味だが実は寂しがり屋。ランのことを疎ましく思っているようだが、好意を抱いているようにも見える。第1作に登場したイヴの孫（前髪の一部と後ろ髪だけが金髪なのはイヴからの遺伝）で、カレンのいとこにあたる。ゲームの進行によってはランと結婚する。
グレッグ
月山のふもとでテント暮らしをしている釣り人。年齢不詳。エリィとは釣り仲間。
カノー
カメラマン。イベントごとに花の芽町にやってきて写真を撮ってくれる。
チュー
蝶マニアの老人。条件を満たすと珍しい蝶を探しに花の芽町にやってくる。
グルメマン
食べ物関係のイベントの時などに現れる謎の男。美味しい物が大好き。
サミエル
詐欺まがいの商売をしている行商人。高額でインチキ商品を売りつけに来るが、花祭りの日に売っている力の木の実だけは本物。主人公以外には人の良い（悪く言えばお人好しな）トーマスやマリーをターゲットにしている。
マナ、ジャン
花の芽町の隣町、木の芽町で牛飼いをしている親子。条件を満たすとダッドの紹介で主人公に牛を預ける依頼をしに来る。
アニー、バニー、コニー
観光客の女の子三人組。お祭りの日や特定の条件を満たすとやってくる。
フク、トメ
観光客の老夫婦。お祭りの日や特定の条件を満たすとやってくる。
太郎、花子
観光客のカップル。特定の条件を満たすとやってくるが、主人公を無視してイチャイチャしているだけ。攻略本ではバカップルと紹介されている。
女神さま
女神の泉にいる大地の女神。牧場で取れた収穫物を投げ入れると現れる。女神らしからぬ非常に軽い性格をしている。
かっぱ
月山の池にいる河童。魚を投げ入れると現れ、中魚だと力の木の実、大魚だと不思議の木の実をくれる。
アーサー、カルロス、ビリー
月山にいる大地の精霊・コロボックル。『しあわせの詩』にも同名のコロボックルが登場する。